# Phyllodoceae
Phyllodoceae es una tribu de plantas fanerógamas perteneciente a la familia Ericaceae. El género tipo es: Phyllodoce Salisb. Incluye los siguientes géneros:

## Géneros
- Bejaria
- Elliottia -
- Epigaea -
- Kalmia -
- Kalmiopsis -
- Phyllodoce -
- Rhodothamnus

Notogéneros
- × Kalmiothamnus
- × Phylliopsis
- × Phyllodoleuria